# Åke Jensen
Åke Christian Jensen, född den 14 november 1912 i Karlstad, död den 2 november 1993 i Johannes församling, Stockholm, var en svensk skådespelare och sångare.
Jensen scendebuterade 1931 och spelade sedan revy och operett.[källa behövs] Han medverkade i drygt 20-talet filmproduktioner. Åke Jensen är begravd på Skogskyrkogården i Stockholm.

## Filmografi
- 1933 – Kära släkten
- 1934 – Sången till henne
- 1934 – Pettersson - Sverige
- 1936 – Han, hon och pengarna
- 1937 – Klart till drabbning
- 1937 – Än leva de gamla gudar
- 1937 – Odygdens belöning
- 1937 – Katt över vägen
- 1941 – Söderpojkar
- 1941 – Så tuktas en äkta man
- 1942 – Sexlingar
- 1943 – Som du vill ha mej
- 1943 – En flicka för mej
- 1944 – Klockan på Rönneberga
- 1944 – Kärlek och allsång
- 1945 – Flickor i hamn
- 1946 – Klockorna i Gamla Sta'n
- 1946 – 91:an Karlsson. "Hela Sveriges lilla beväringsman"
- 1947 – Stackars lilla Sven
- 1948 – Flottans kavaljerer
- 1948 – Soldat Bom
- 1951 – Frånskild
- 1952 – Mot framtiden
- 1952 – När syrenerna blomma
- 1952 – Blondie, Biffen och Bananen
- 1953 – Kolets ande

## Teater

### Roller (ej komplett)
| År   | Roll            | Produktion                                                                                   | Regi                        | Teater                                                   |
| ---- | --------------- | -------------------------------------------------------------------------------------------- | --------------------------- | -------------------------------------------------------- |
| 1932 |                 | Vi som går köksvägen Gösta Stevens                                                           | Nils Lundell                | Södra Teatern                                            |
| 1933 |                 | Den tappre soldaten Schwejk Jaroslav Hašek                                                   | Oscar Winge                 | Södra Teatern                                            |
| 1933 |                 | Lyckliga Jönsson Toralf Sandø                                                                | Björn Hodell                | Södra Teatern                                            |
| 1934 |                 | Pettersson – Sverge Oscar Rydqvist                                                           | Sigurd Wallén               | Vanadislundens friluftsteater flyttad till Södra Teatern |
| 1934 | Medverkande     | Sol över Söder, revy                                                                         |                             | Södra Teatern                                            |
| 1936 |                 | Bättre mans barn Gertrude Friedberg                                                          | Harry Roeck-Hansen          | Blancheteatern flyttad till Vasateatern                  |
| 1937 | Medverkande     | Karl Gerhards vershus, revy Karl Gerhard                                                     |                             | Folkan                                                   |
| 1943 | Medverkande     | Peppar och parfym, revy Ch. Henry och Einar Molin                                            | Gideon Wahlberg             | Odeonteatern, Stockholm                                  |
| 1943 |                 | Fattiga friare Gideon Wahlberg                                                               | Gideon Wahlberg             | Tantolundens friluftsteater                              |
| 1943 | Medverkande     | Glitter och gliringar, revy Ch. Henry och Einar Molin                                        | Gideon Wahlberg             | Odeonteatern, Stockholm                                  |
| 1944 | Medverkande     | Bröderna Rims sagor, revy Ch. Henry och Einar Molin                                          | Gideon Wahlberg             | Odeonteatern, Stockholm                                  |
| 1944 |                 | Annie från Amörrika Sigge Fischer, Ch. Henry och Einar Molin                                 | Sigge Fischer               | Tantolundens friluftsteater                              |
| 1944 | Medverkande     | Hoppla, vi lär er, revy Ch. Henry och Einar Molin                                            | Helge Hagerman              | Odeonteatern, Stockholm                                  |
| 1945 | Medverkande     | Stan hela dan, revy Ch. Henry och Einar Molin                                                | Helge Hagerman              | Odeonteatern, Stockholm                                  |
| 1945 | Medverkande     | 6X9, revy Ch. Henry, Karl-Ewert och Fritz Gustaf                                             | Gösta Jonsson Werner Ohlson | Odeonteatern, Stockholm                                  |
| 1946 | Medverkande     | Lustiga vershuset, revy Charles Henry, Karl-Ewert och Fritz Gustaf                           | Gösta Jonsson Werner Ohlson | Odeonteatern, Stockholm                                  |
| 1946 | Medverkande     | Luddes expo, revy Charles Henry och Karl-Ewert                                               | Werner Ohlson               | Odeonteatern, Stockholm                                  |
| 1947 | Medverkande     | Nu blommar de', revy Charles Henry och Karl-Ewert                                            | Werner Ohlson               | Odeonteatern, Stockholm                                  |
| 1947 | Medverkande     | Tingel-tangel, revy Charles Henry och Karl-Ewert                                             | Werner Ohlson               | Odeonteatern, Stockholm                                  |
| 1948 | Medverkande     | Parkera här, revy Charles Henry och Karl-Ewert                                               | Werner Ohlson               | Odeonteatern, Stockholm                                  |
| 1948 | Medverkande     | Välj Odéon, revy Charles Henry, Karl-Ewert och Werner Ohlson                                 | Werner Ohlson               | Odeonteatern, Stockholm                                  |
| 1949 | Medverkande     | Färg över stan, revy Charles Henry, Karl-Ewert och Werner Ohlson                             | Werner Ohlson               | Odeonteatern, Stockholm                                  |
| 1949 | Medverkande     | Om ni behagar, revy Charles Henry, Harry Iseborg och Karl-Ewert                              | Werner Ohlson               | Odeonteatern, Stockholm                                  |
| 1950 | Medverkande     | Förtjusningens hus, revy Karl-Ewert, Charles Henry, Harry Iseborg och Werner Ohlson          | Werner Ohlson               | Odeonteatern, Stockholm                                  |
| 1950 | Medverkande     | Folk i farten, revy Karl-Ewert                                                               | Werner Ohlson               | Odeonteatern, Stockholm                                  |
| 1951 | Medverkande     | De' som gömmes i snö, revy Karl-Ewert                                                        | Werner Ohlson               | Odeonteatern, Stockholm                                  |
| 1951 | Medverkande     | Född i år, revy Karl-Ewert                                                                   | Werner Ohlson               | Odeonteatern, Stockholm                                  |
| 1952 | Medverkande     | Kom som du ä', revy Karl-Ewert                                                               | Werner Ohlson               | Odeonteatern, Stockholm                                  |
| 1952 | Medverkande     | Klart för start Karl-Ewert                                                                   | Werner Ohlson               | Odeonteatern, Stockholm                                  |
| 1953 | Medverkande     | Glädjen i topp revy Charles Henry, Allan Forss, Tryggve Arnesson, Karl-Ewert, Herr Dardanell | Werner Ohlson               | Odeonteatern, Stockholm                                  |
| 1958 | Ludvig XV       | Madame Pompadour Rudolf Schanzer, Ernst Welisch och Leo Fall                                 | Ivo Cramér                  | Oscarsteatern                                            |
| 1959 | Zoltan Karpathy | My Fair Lady Frederick Loewe och Alan Jay Lerner                                             | Sven Aage Larsen            | Oscarsteatern                                            |
| 1976 | Dogen i Venedig | Othello William Shakespeare                                                                  | Claes Sylwander             | Helsingborgs stadsteater                                 |

### Fotnoter
1. 1 2  ”Åke Jensen”. Svensk Filmdatabas. http://sfi.se/sv/svensk-filmdatabas/Item/?type=PERSON&itemid=59844&iv=OVERVIEW. Läst 15 augusti 2012.
2. ↑  Jensen, Åke Christian på SvenskaGravar.se
3. ↑  ”Teater Musik Film: Södrans start”. Dagens Nyheter:  s. 10. 24 september 1932. http://arkivet.dn.se/arkivet/tidning/1932-09-24/260/10. Läst 7 januari 2016.
4. ↑  Oscar Rydqvist (25 september 1932). ”Vi som går köksvägen”. Dagens Nyheter:  s. 1. http://arkivet.dn.se/arkivet/tidning/1932-09-25/261/1. Läst 27 augusti 2015.
5. ↑  ”'Den tappre soldaten Schwejk'”. Dagens Nyheter:  s. 10. 30 september 1933. http://arkivet.dn.se/arkivet/tidning/1933-09-30/265/10. Läst 17 december 2015.
6. ↑  ”Södrans premiär”. Dagens Nyheter:  s. 14. 20 oktober 1933. http://arkivet.dn.se/arkivet/tidning/1933-10-20/285/14. Läst 5 januari 2016.
7. ↑  ”Teater Musik Film”. Dagens Nyheter:  s. 10. 10 juni 1934. http://arkivet.dn.se/arkivet/tidning/1934-06-10/154/10. Läst 7 januari 2016.
8. ↑  Erik Malmström (16 juni 1934). ”Pettersson – Sverge i Vanadislunden”. Dagens Nyheter:  s. 5. http://arkivet.dn.se/arkivet/tidning/1934-06-16/160/5. Läst 7 januari 2016.
9. ↑  ”Teater Musik Film”. Dagens Nyheter:  s. 10. 13 september 1934. http://arkivet.dn.se/arkivet/tidning/1934-09-13/248/10. Läst 7 januari 2016.
10. ↑  ”Teaterannons”. Dagens Nyheter:  s. 22. 21 december 1934. http://arkivet.dn.se/arkivet/tidning/1934-12-21/347/22. Läst 12 juni 2016.
11. ↑  ”Teater Musik Film”. Dagens Nyheter:  s. 9. 16 januari 1936. http://arkivet.dn.se/arkivet/tidning/1936-01-16/14/9. Läst 16 april 2016.
12. ↑  ”Teater Musik Film: Vasan i kväll”. Dagens Nyheter:  s. 10. 7 maj 1936. http://arkivet.dn.se/arkivet/tidning/1936-05-07/123/10. Läst 16 april 2016.
13. ↑  ”Teater Musik Film: Nyårsrevyn på Folkan”. Dagens Nyheter:  s. 8. 30 december 1936. http://arkivet.dn.se/arkivet/tidning/1936-12-30/355/8. Läst 9 januari 2016.
14. ↑  Lbk (2 januari 1943). ”Tre revypremiärer: 'Peppar och parfym' på Odéonteatern”. Dagens Nyheter:  s. 26. http://arkivet.dn.se/arkivet/tidning/1943-01-02/1/26. Läst 31 januari 2016.
15. ↑  Oscar Rydqvist (4 juni 1943). ”Teater Musik Film: 'Fattiga friare' på Tantolundens teater”. Dagens Nyheter:  s. 10. http://arkivet.dn.se/arkivet/tidning/1943-06-04/149/10. Läst 2 februari 2016.
16. ↑  Lbk (26 september 1943). ”'Glitter och gliringar' på Odéonteatern”. Dagens Nyheter:  s. 11. http://arkivet.dn.se/arkivet/tidning/1943-09-26/261b/11. Läst 2 februari 2016.
17. ↑  Lbk (2 januari 1944). ”Nyårsdagens revypremiärer: 'Bröderna Rims sagor' på Odéonteatern”. Dagens Nyheter:  s. 16. http://arkivet.dn.se/arkivet/tidning/1944-01-02/1/16. Läst 4 februari 2016.
18. ↑  Gritt (11 juni 1944). ”'Annie från Amörrika' på Tantolundens teater”. Dagens Nyheter:  s. 12. http://arkivet.dn.se/arkivet/tidning/1944-06-11/156/12. Läst 5 februari 2016.
19. ↑  Lbk (28 september 1944). ”'Hoppla, vi lär er' på Odéonteatern”. Dagens Nyheter:  s. 14. http://arkivet.dn.se/arkivet/tidning/1944-09-28/264/14. Läst 5 februari 2016.
20. ↑  Lbk (2 januari 1945). ”Revydags: Husarer på stan: 'Stan hela dan' på Odéonteatern”. Dagens Nyheter:  s. 16. http://arkivet.dn.se/arkivet/tidning/1945-01-02/1/16. Läst 5 februari 2016.
21. ↑  Lbk (4 oktober 1945). ”Höstrevyn '6X9' på Odéonteatern”. Dagens Nyheter:  s. 14. http://arkivet.dn.se/arkivet/tidning/1945-10-04/269/14. Läst 5 februari 2016.
22. ↑  ”Teaterannons”. Dagens Nyheter:  s. 26. 31 december 1945. http://arkivet.dn.se/arkivet/tidning/1945-12-31/355/26. Läst 7 februari 2016.
23. ↑  Lbk (22 september 1946). ”Teater Musik Film: 'Luddes expo' på Odéonteatern”. Dagens Nyheter:  s. 16. http://arkivet.dn.se/arkivet/tidning/1946-09-22/258/16. Läst 7 februari 2016.
24. ↑  ”Teaterannons”. Dagens Nyheter:  s. 29. 2 mars 1947. http://arkivet.dn.se/arkivet/tidning/1947-03-02/59/29. Läst 10 februari 2016.
25. ↑  Lbk (21 september 1947). ”'Tingel-Tangel' på Odéonteatern”. Dagens Nyheter:  s. 12. http://arkivet.dn.se/arkivet/tidning/1947-09-21/255/12. Läst 10 februari 2016.
26. ↑  Lbk (2 januari 1948). ”Revypremiärer på Södran, Folkets hus och Odéon: Odéon: 'Parkera här'”. Dagens Nyheter:  s. 14. http://arkivet.dn.se/arkivet/tidning/1948-01-02/1/14. Läst 10 februari 2016.
27. ↑  Jolo (26 september 1948). ”Teater Musik Film: Gott sprutt på Odéon”. Dagens Nyheter:  s. 14. http://arkivet.dn.se/arkivet/tidning/1948-09-26/261/14. Läst 12 februari 2016.
28. ↑  Lbk (2 januari 1949). ”Revynytt på tre fronter: 'Färg över sta'n på Odéonteatern'”. Dagens Nyheter:  s. 13. http://arkivet.dn.se/arkivet/tidning/1949-01-02/1/13. Läst 14 februari 2016.
29. ↑  Odd (25 september 1949). ”'Om ni behagar' på Odéonteatern”. Dagens Nyheter:  s. 11. http://arkivet.dn.se/arkivet/tidning/1949-09-25/259/11. Läst 14 februari 2016.
30. ↑  Lbk (2 januari 1950). ”'Förtjusningens hus' på Odéonteatern”. Dagens Nyheter:  s. 20. http://arkivet.dn.se/arkivet/tidning/1950-01-02/1/20. Läst 14 februari 2016.
31. ↑  Öhn (28 september 1950). ”Teater Musik Film: Odéons höstrevy”. Dagens Nyheter:  s. 9. http://arkivet.dn.se/arkivet/tidning/1950-09-28/262/9. Läst 14 februari 2016.
32. ↑  Öhn (2 januari 1951). ”Tre nyårsrevyer och 'Lysistrate': Intet nytt från Odéon”. Dagens Nyheter:  s. 7. http://arkivet.dn.se/arkivet/tidning/1951-01-02/1/7. Läst 6 mars 2016.
33. ↑  Öhn (27 september 1951). ”Teater Musik Film: Odéons premiär”. Dagens Nyheter:  s. 10. http://arkivet.dn.se/arkivet/tidning/1951-09-27/261/10. Läst 6 mars 2016.
34. ↑  Ruter Tweed (2 januari 1952). ”Enda nyårsrevyn på Odeon”. Dagens Nyheter:  s. 3. http://arkivet.dn.se/arkivet/tidning/1952-01-02/1/3. Läst 6 mars 2016.
35. ↑  Perpetua (27 september 1952). ”Teater Musik Film: Höstpremiär på Odéon”. Dagens Nyheter:  s. 7. http://arkivet.dn.se/arkivet/tidning/1952-09-27/263/7. Läst 6 mars 2016.
36. ↑  Perpetua (2 januari 1953). ”Revysvep med Povel Ramel, Karl Gerhard och Odéon: Odeon: Glädjen i topp”. Dagens Nyheter:  s. 7. http://arkivet.dn.se/arkivet/tidning/1953-01-02/1/9. Läst 7 mars 2016.
37. ↑  ”Madame Pompadour”. Musikverket. http://calmview.musikverk.se/CalmView/Record.aspx?src=CalmView.Performance&id=PERF25019&pos=94. Läst 26 juni 2015.
38. ↑  ”My Fair Lady”. Musikverket. http://calmview.musikverk.se/CalmView/Record.aspx?src=CalmView.Performance&id=PERF25012&pos=102. Läst 15 juni 2015.